# Alyeska Resort
Alyeska Resort (укр. Курорт Аляска) — гірськолижний курорт у районі Гірдвуд міста Анкоридж, Аляска, приблизно за 48 км. від центру Анкориджа. Гора Аляска є частиною гірського хребта Чугач, а курорт Аляска є найбільшою гірськолижною зоною в штаті. На вершині гори знаходиться Mt. Alyeska Roundhouse, який внесений до Національного реєстру історичних місць.

## Інфраструктура та місцевість
Корпорація Alyeska Ski була заснована у 1954 році, а перший крісельний підйомник та денний будиночок були відкриті у 1959 році. Будівництво гірськолижного будиночка Roundhouse та станції лижного патруля на вершині гори розпочалося у 1960 році. Це восьмикутна будівля. Вона досі стоїть, у 2003 році була внесена до Національного реєстру історичних місць як «Mt. Alyeska Roundhouse» і зараз тут знаходиться музей місцевої історії лижного спорту.Home. Roundhouse at Alyeska Museum (англ.).</ref>
Наразі на курорті Аляска є п'ять крісельних підйомників та один швидкісний повітряний трамвай. З п'яти крісельних підйомників один належить спільно Алясці та Фонду Танака (Chair 5). Підйомники 6 та 4 — це швидкісні чотиримісні підйомники, тоді як 7 та 3 — звичайні чотиримісні. Підйомник 4 був оновлений до швидкісного чотиримісного у 2012 році. Шостий крісельний підйомник, Chair 1, був виведений з експлуатації влітку 2017 року.
Підйомник 4 закінчується на півдорозі до вершини гори. Трамвай закінчується на трьох чвертях шляху до вершини. Взаємопов'язані будівлі включають Roundhouse (приміщення патруля) та значно новіший комплекс, де знаходиться верхня станція трамвая, кафе швидкого обслуговування та 4-зірковий ресторан і бар Seven Glaciers. Біля основи трамвая розташований сучасний готель на 300 номерів Hotel Alyeska.
Підйомник 6 веде до найвищої точки, обслуговуваної підйомником, на висоті 840 м. Декілька ділянок вище підйомника 6 іноді відкриваються, але потребують підйому пішки. Було оголошено про плани будівництва нового крісельного підйомника вище на горі.
Гора Аляска — досить складна гора з набагато вищим відсотком складних та експертних трас порівняно з більшістю інших гір у Північній Америці. Вона має невелику секцію для новачків, але решта гори майже повністю призначена для лижників середнього та просунутого рівня.

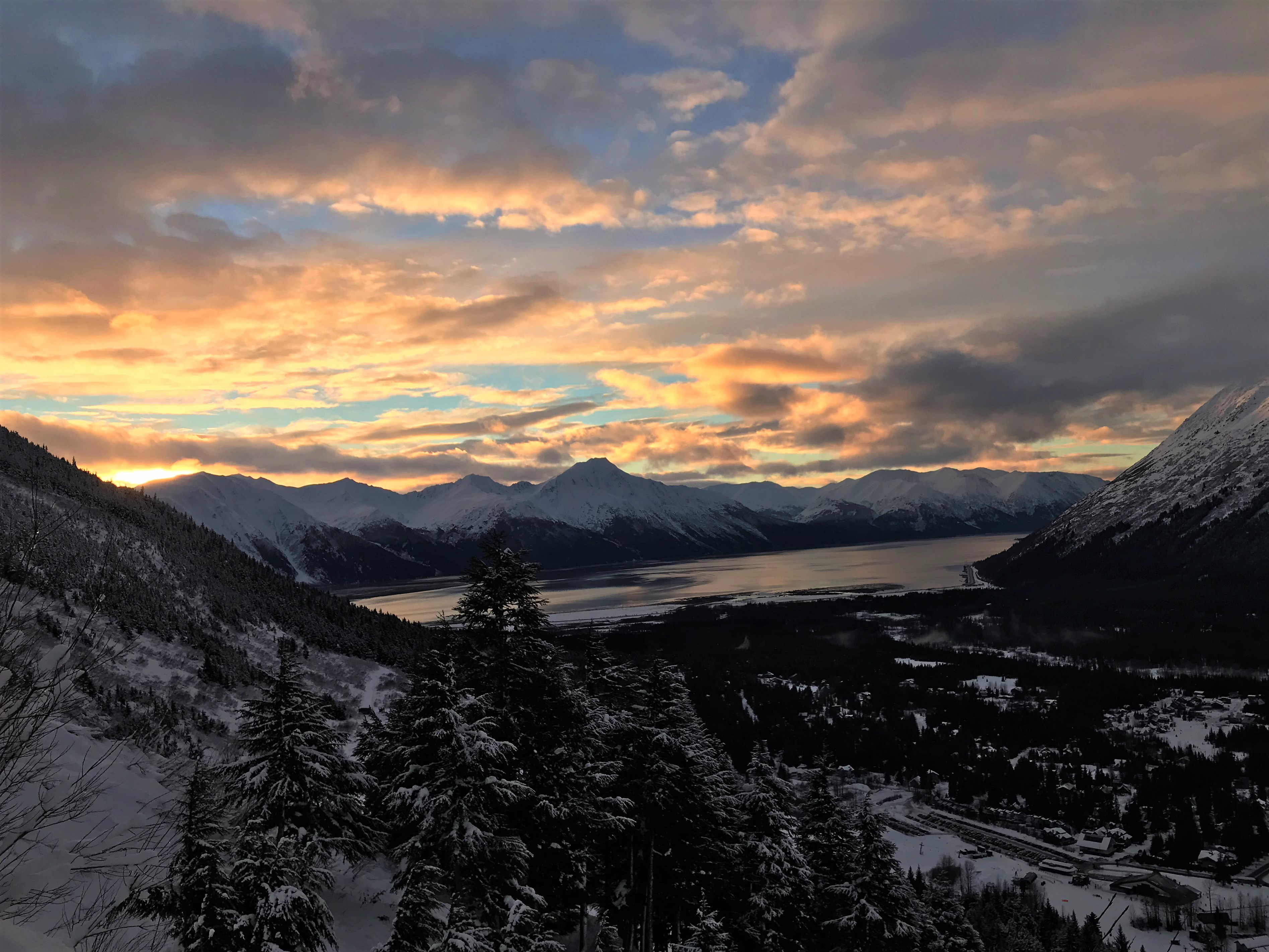
Затока Тернагейн з гори Аляска

## Перегони
Alyeska приймала етапи Кубка світу з гірськолижного спорту з гігантського слалому у 1973 році як для чоловіків, так і для жінок. Аляска вперше приймала чемпіонати США з гірськолижного спорту у 1963 році; чемпіонати поверталися у 1981, 2004, 2007 та 2009 роках.
Американський олімпійський золотий медаліст з гірськолижного спорту Томмі Мо відточував свої навички у перегонах на Алясці в підлітковому віці у 1980-х роках.

## Покупка у 2006 році
Alyeska була куплена у грудні 2006 року Джоном Бірном III, який заявив, що планує вдосконалити курорт, зосередившись на людях, які приїжджають кататися на лижах на один день. Деякі з удосконалень включали встановлення RFID-турнікетів на всіх підйомниках, зняття бульбашок з підйомника 6, нове фарбування трамвая та будівництво єдиного суперпайпу на Алясці. Згідно із заявою директора з маркетингу курорту, Еріка Фуллертона, від 9 жовтня 2018 року, курорт Аляска уклав контракт на продаж «практично всіх своїх курортних активів» компанії Pomeroy Lodging.

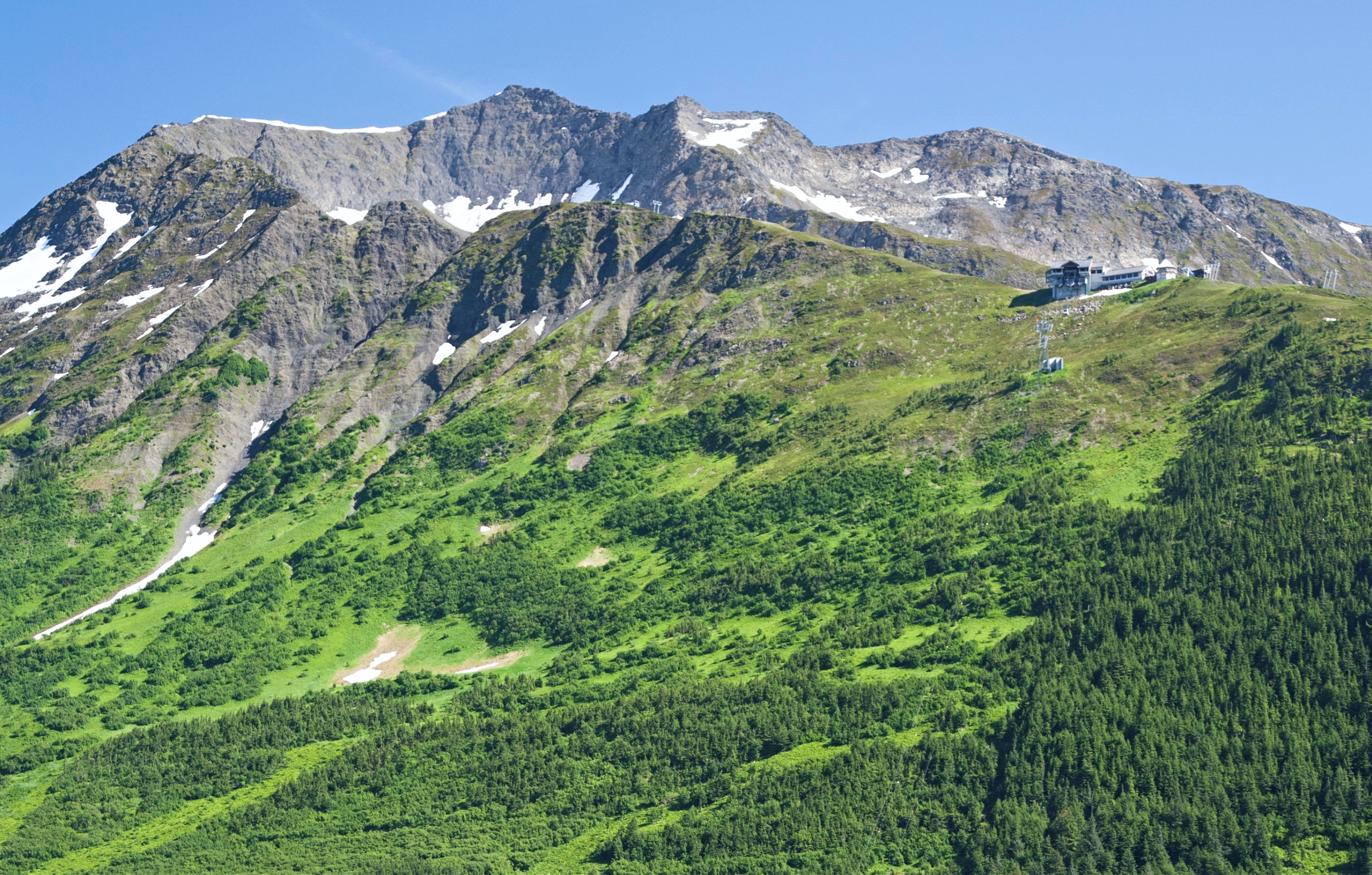
Гора Аляска

## Клімат
Аляска має субарктичний клімат (Кеппен: Dfc), з короткими, але м'якими літами та довгими, сніжними зимами. Снігопади надзвичайно сильні, завдяки Алеутському мінімуму, середньорічно випадає 530 см. снігу біля основи  та в середньому понад 17 метрів на вершині підйомника Glacier Bowl Express (GBX). Рекордний річний снігопад, виміряний на вершині GBX, становить 23,9 метра протягом сезону 2000–01. Опади загалом сильні, але значно менші з кінця весни до середини літа. Мороз був зафіксований у кожному місяці року.